# Musulmanes Torajanos
Los Musulmanes de Torayan es un término para el pueblo de Torayan que sigue la religión del Islam. El Islam en sí es una religión minoritaria a la que se adhieren los Torayanos. En general, la gente de Torayan se adhiere al Cristianismo; mayoría Protestante. Además, también se encuentran pequeñas comunidades musulmanas Torayanas de mualaf en Ciudad de Bontang, Borneo Oriental; un lugar donde se encuentran muchos inmigrantes de Torajan.

## Historia
Tana Toraja es el nombre del área original habitada por el Torayan. Tana Toraja actualmente incluye Regencia de Tana Toraja y Toraja del Norte; su territorio se encuentra en el norte de Sulawesi del Sur, vecina de muchas civilizaciones antiguas en la isla Sulawesi como Luwu, Enrekang, Mandar, y Bone. En contraste con las áreas circundantes, hasta principios del siglo XX, la gente de Tana Toraja aún se adhería a una creencia local llamada Aluk Todolo. La mayoría de la gente de Torajan todavía se adhiere a esta creencia hasta que finalmente ocurre una conversión a gran escala de la población de Tana Toraja al cristianismo o zending actividades apoyadas por el gobierno de las Indias Orientales Holandesas.
Lembang Madandan es uno de los pueblos cuyos residentes abrazaron el Islam por primera vez en Tana Toraja. En algunos registros históricos, el Islam entró en Tana Toraja en 1858. El desarrollo del Islam en Tana Toraja no está creciendo rápidamente como en otras regiones de Indonesia, esto se debe a que la influencia de Aluk Todolo todavía está unida al pueblo Torayanés. Según la figura musulmana de Toraja en Lembang Madandan; Rahim Tambing, el desarrollo del Islam en Tana Toraja especialmente en Lembang Madandan comenzó con el establecimiento de una mezquita, a saber Mezquita Jami Madandan y luego debido a un matrimonio entre un musulmán y una niña Torayan en 1876. Rahim Tambing dijo: "En 1858, el Islam comenzó a entrar en Tana Toraja traído por Siduppa de Teteaji Sidrap, después de mucho predicar el Islam y hubo asimilación, Siduppa se casó con una chica Torayan llamada Rangga en 1876, antes de casarse, Rangga se convirtió al Islam, por lo que Rangga fue el primer musulmán en Madandan, Tana Toraja".
Una de las razones de la lenta expansión del Islam en Tana Toraja fue que las poblaciones musulmanas de las tierras bajas atacaron Tana Toraja en la década de 1930. Como resultado, muchos torajanos que querían una alianza con los holandeses se convirtieron al cristianismo por protección política, y para poder formar un movimiento de resistencia contra el Bugis y el Makassar que son musulmanes. Entre 1951 y 1965 después de la independencia de Indonesia, Sulawesi del Sur estaba en crisis debido a las rebeliones lanzadas por Darul Islam, que tiene como objetivo establecer un estado islámico en Sulawesi. La guerra de guerrillas que duró 15 años contribuyó a que cada vez más torajanos se convirtieran al cristianismo.

## Cultura
Algunas culturas étnicas de Torajan están en conflicto con las enseñanzas islámicas, una de las cuales es rambu solo'. Rambu solo' es una tradición realizada como un ritual de duelo o muerte. Rambu solo' se considera contrario a las enseñanzas islámicas, que está motivado por los torajanos que a menudo guardan cadáveres en sus casas hasta que se lleva a cabo el rambu solo'. Por lo tanto, la gente de Torajan que se adhiere al Islam no muestra rambu solo'.
Para superar este conflicto, los musulmanes cambiaron algunas de las reglas de los rituales de Rambla Solo en la aldea de Tarongko, distrito de Makale, Regencia de Tana Toraja. Ellos sostuvieron un rambu solo' se afirmó que los rituales para su familia fallecida y los rituales tradicionales que se llevaron a cabo se ajustaban a la ley islámica y eran diferentes de los rambu solo' que se basan en las enseñanzas de Aluk Todolo. Aunque se afirma que se ha adaptado a las enseñanzas islámicas, la implementación de rambu solo' para los residentes musulmanes de Torajan se encontró con oposición. Incluyendo entre ellos MUI Toraja y PCNU Toraja que no están de acuerdo con que los residentes musulmanes celebren una rambu solo'.

## Otras lecturas
- Fuad Sy., Moch. (1985). Islam di Toraja : Posisi Sosial Religius dari Persekutuan Kultural Masyarakat Muslim Madandan Tana Toraja. Makassar: Universidad Hasanuddin.
- Pajarianto, Hadi; Juhannis, Hamdan (2018). Muhammadiyah Pluralis: Relasi Muslim Puritan, Kristen, Dan Aluk Todolo Dalam Pendidikan dan Falsafah Tongkonan. Surakarta: Universidad Muhammadiyah.

- Datos: Q117288657